# 傲氣雄鷹
《傲氣雄鷹》是一部1988年拍攝，1989年上映的香港警匪片，由李擎柱執导，劉德華、關之琳和苗僑偉主演。本片是在受到1986年美国航空电影《壮志凌云》的影响下所拍摄的。

## 劇情簡介
李建華是警隊中的佼佼者，前途無可限量，充滿信心，但這是他的優點也是缺點，香港警察部門成立一個代號B.O.B的精英訓練計劃，華在計劃中表現出類拔萃，更邂逅美麗女教官，與此同時，以華為首的一批警察精英要對付一班一級的犯罪份子，怎料一敗塗地，導致好友阿伟慘死，華因此信心全失，最後華能否重拾信心呢？

## 演員表
| 演員        | 角色                                              |
| 劉德華      | 李健華 高級督察（B.O.B.特種部隊精英）             |
| 關之琳      | JENNIFER / MISS TANG 總督察（B.O.B.特種部隊教官） |
| 苗僑偉      | 阿偉 高級督察（李健華好友，B.O.B.特種部隊精英）   |
| 林 威       | 趙SIR 總督察（B.O.B.特種部隊教官）                |
| 吳鎮宇      | HE-MAN 高級督察（B.O.B.特種部隊精英）             |
| 狄 威       | POPEYE 高級督察（B.O.B.特種部隊精英）             |
| 簡慧真      | SARAH（偉妻）                                     |
| Eddie Maher | 犯罪集團I.B.S.首領                                |
| 方 剛       | 警務處副處長（B.O.B.特種部隊策劃）                |
| 陳 龍       | 油站瘋子                                          |
| 王 偉       | GEORGE 高級警司（李健華之上司）                   |
| 黎劍星      | 高級督察 B.O.B.特種部隊隊員之一                   |
| 張立基      | 高級督察 B.O.B.特種部隊隊員之一                   |
| 麥長青      | 高級督察 B.O.B.特種部隊隊員之一                   |
| 張國梁      | 高級督察 B.O.B.特種部隊隊員之一                   |
| 冼灝英      | 犯罪集團I.B.S.匪徒之一                            |
| 林 雪       | 犯罪集團I.B.S.匪徒之一                            |
| 向 佐       | 阿偉之子                                          |

## 外部連結
- 開眼電影網上《傲氣雄鷹》的資料（繁體中文）
- 香港影庫上《傲氣雄鷹》的資料（繁體中文）
- 时光网上《傲氣雄鷹》的資料（简体中文）
- 豆瓣电影上《傲氣雄鷹》的資料 （简体中文）
- 爛番茄上《傲氣雄鷹》的資料（英文）
- 互联网电影数据库（IMDb）上《傲氣雄鷹》的资料（英文）